# Topolino & i cattivi Disney

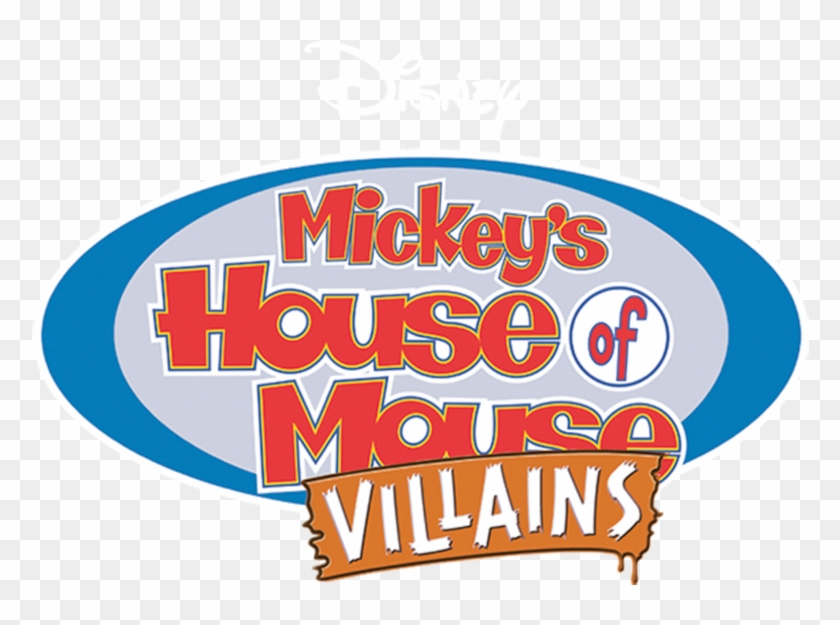
Logo del film

Topolino & i cattivi Disney (Mickey's House of Villains) è un film d'animazione direct-to-video del 2002 diretto da Jamie Mitchell. Prodotto dalla Walt Disney Television Animation, con l'animazione realizzata dalla Toon City, è il secondo e ultimo film tratto dalla serie televisiva House of Mouse - Il Topoclub, dopo Il bianco Natale di Topolino - È festa in casa Disney (2001). Il film è composto per la maggior parte della sua durata da cortometraggi classici e segmenti della serie Mickey Mouse Works, intervallati da una trama in cui Topolino, Paperino, Pippo, Minni e Paperina devono impedire a Jafar e gli altri Cattivi Disney di prendere il controllo della House of Mouse. Sebbene il film sia stato prodotto in 16:9, fu pubblicato in home video in 4:3 pan and scan.

## Trama
È la sera di Halloween alla House of Mouse, e in sala ci sono molti cattivi. Jafar ha in serbo uno "scherzetto" per Topolino e i suoi amici, ma i cattivi dovranno aspettare fino a mezzanotte per metterlo in atto. Dopo la proiezione di una serie di cartoni animati, scocca finalmente la mezzanotte e Jafar riesce a prendere il controllo del locale con l'aiuto di Capitan Uncino, Crudelia De Mon, Ursula, Ade, la Regina di cuori e Chernabog, a cui si uniscono tutti gli altri cattivi. I personaggi buoni vengono intrappolati in cucina mentre Topolino e i suoi amici vengono cacciati via dal locale, assistendo al cambio dell'insegna della House of Mouse in "House of Villains".
Topolino, Paperino e Pippo cercano di riprendersi il Topoclub, ma vengono ricacciati fuori. Minni fa il suo tentativo dopo il penultimo cartone animato, ma viene riportata fuori da Uncino. Dopo l'ultima proiezione, la gang rientra di nascosto nel locale e Topolino, indossando il suo completo da stregone de L'apprendista stregone, sfida Jafar a un duello magico. Proprio quando Topolino perde il cappello, Aladdin fugge dalla cucina sul tappeto magico e dà a Paperina la lampada per imprigionarlo. Paperina la lancia a Topolino, facendo fuggire la maggior parte dei cattivi prima che Topolino la sfreghi e vi risucchi il malvagio stregone. I personaggi buoni vengono liberati e la House of Mouse torna alla normalità.

### Cartoni animati proiettati
I cartoni animati proiettati durante il film sono, nell'ordine:
- La notte di Halloween (1952), diretto da Jack Hannah
- La casa automatica (1999), segmento dell'episodio 1x09 di Mickey Mouse Works
- Questi fantasmi (1999), segmento dell'episodio 1x13 di Mickey Mouse Works
- Topolino e i fantasmi (1937), diretto da Burt Gillett
- La danza dei Pippi (1999), segmento dell'episodio 1x03 di Mickey Mouse Works
- Paperino e il gorilla (1944), diretto da Jack King
- Paperino e lo spavento di Halloween (2000), segmento dell'episodio 2x07 di Mickey Mouse Works
- Hansel & Gretel (1999), segmento dell'episodio 1x09 di Mickey Mouse Works

## Personaggi e doppiatori
| Personaggio                          | Doppiatore originale | Doppiatore italiano                                    |
| ------------------------------------ | -------------------- | ------------------------------------------------------ |
| Topolino                             | Wayne Allwine        | Alessandro Quarta                                      |
| Paperino                             | Tony Anselmo         | Luca Eliani                                            |
| Qui, Quo e Qua                       | Tony Anselmo         | Laura Lenghi                                           |
| Venditore                            | Jeff Bennett         | Antonio Palumbo                                        |
| Crudelia De Mon                      | Susanne Blakeslee    | Ludovica Modugno                                       |
| Capitan Uncino                       | Corey Burton         | Carlo Reali                                            |
| Chernabog                            | Corey Burton         | Roberto Draghetti (dialoghi) Manrico Andreozzi (canto) |
| Narratore di Come infestare una casa | Corey Burton         | Michele Kalamera                                       |
| Commissario Basettoni                | Corey Burton         | Rino Bolognesi                                         |
| Ursula                               | Pat Carroll          | Cristina Grado                                         |
| Narratore de La casa automatica      | John Cleese          | Carlo Reali                                            |
| Ezechiele Lupo                       | Jim Cummings         | Massimo Gentile (dialoghi) Manrico Andreozzi (canto)   |
| Kaa                                  | Jim Cummings         | Oliviero Dinelli                                       |
| Ed                                   | Jim Cummings         |                                                        |
| Pippo                                | Bill Farmer          | Roberto Pedicini                                       |
| Jafar                                | Jonathan Freeman     | Massimo Corvo                                          |
| Panico                               | Matt Frewer          | Stefano Rinaldi                                        |
| Pena                                 | Bobcat Goldthwait    | Daniele Viri                                           |
| Iago                                 | Gilbert Gottfried    | Marco Bresciani                                        |
| Paperina                             | Tress MacNeille      | Laura Lenghi                                           |
| Regina di cuori                      | Tress MacNeille      | Angiolina Quinterno                                    |
| Si e Am                              | Tress MacNeille      | Renata Fusco                                           |
| Cloto                                | Tress MacNeille      | Daniela Caroli                                         |
| Microfono Mike                       | Rod Roddy            | Francesco Prando                                       |
| Minni                                | Russi Taylor         | Paola Valentini                                        |
| Aladdin                              | Scott Weinger        | Massimiliano Alto                                      |
| Clarabella                           | April Winchell       | Giovanna Martinuzzi                                    |
| Ade                                  | James Woods          | Massimo Venturiello                                    |

## Distribuzione

### Edizione italiana
Il doppiaggio italiano fu realizzato dalla Royfilm presso la International Recording e diretto da Leslie La Penna su dialoghi di Elisa Galletta, mentre i cortometraggi classici sono presentati col loro ridoppiaggio degli anni 1990. La canzone "È la nostra casa, ora!" fu adattata in italiano da Ermavilo e incisa sotto la sua direzione.

### Edizioni home video
Il film fu distribuito in VHS e DVD-Video in America del Nord il 3 settembre 2002 e in Italia il 23 gennaio 2003. L'edizione DVD include come extra il gioco La ruota della sfortuna, e l'edizione nordamericana include anche Fright Delight (una compilation di scene di film Disney visibili con la sola musica o i soli effetti sonori) e delle clip nascoste su Ade, Grimilde e Ursula.